# Tanke, som fåfängt spanar
Tanke, som fåfängt spanar är en psalm av Edvard Evers. Melodin är en tonsättning ur Johann Balthasar Königs koralbok från 1738.

## Publicerad som
- Nr 575 i Nya psalmer 1921, tillägget till 1819 års psalmbok under rubriken "Det Kristliga Troslivet: Troslivet hos den enskilda människan: Kallelse väckelse och upplysning".
- Nr 264 i 1937 års psalmbok under rubriken "Kallelse och upplysning".